# Gela Calcio
Der Gela Calcio SpA ist ein italienischer Fußballverein aus der sizilianischen Stadt Gela. Der Verein entstand 2006 aus Juveterranova Gela, da sich Juveterranova aufgelöst hatte. Gela Calcio wird als Nachfolgeverein von der FIGC anerkannt. In der Saison 2010/11 spielt er in der Lega Pro Prima Divisione, der dritthöchsten italienischen Liga. Die Spiele werden im Stadio Vincenzo Presti ausgetragen, das eine Kapazität von rund 4.200 Zuschauern hat.

## Juveterranova Gela
Da die Juventina Gela und Terranova Gela schon beide in der Serien C2 spielten, durfte Juveterranova, der aus einer Fusion von der Juventina und Terranova Gela entstand auch 1994 gleich in der Serie C2 anfangen. Im Jahre 2000 hatte man es endlich geschafft, sich einen Namen zu machen, zwar nur in den unteren Ligen aber immerhin. Dann in der Saison 2004–2005 stieg die Mannschaft unter Trainer Manuele Domenicali in die Serie C1 auf. 2005 wurde dann ein Skandal durch den Bürgermeister Rosario Crocetta verhindert, da der Verein zu dieser Zeit in Besitz der Mafia war und der Präsident noch kurz bevor er wegen Drogenhandels festgenommen wurde von ihm abgesetzt wurde. Daher wurde der Verein am Ende der Saison 2005/06 aufgelöst. Gesponsert wurde der Verein schon damals von der Stadt Gela.
Im August 2010 wurde der Verein aufgrund Zwangsabstiege diverser Klubs in die Lega Pro Prima Divisione eingestuft.

## Ehemalige Spieler
- Roberto Crivello
- Milan Zahálka